# Melhores do Ano de 2001
Melhores do Ano de 2001

30 de dezembro de 2001
Melhores do Ano 

← 2000 ·  2002 →
O Melhores do Ano de 2001 foi a 6ª edição dos Melhores do Ano, prêmio entregue pela emissora de televisão brasileira TV Globo aos melhores artistas e produções da emissora.
Nessa edição, assim como nas anteriores, os vencedores eram escolhidos pelos funcionários da TV Globo. A partir da 7ª edição, em 2002, os funcionários da Globo escolhem os 3 finalistas e o público, através da internet ou do telefone, escolhe os vencedores.

## Premiados
Os vencedores estão em negrito.
| Melhor Ator                                | Melhor Atriz                                          |
| ------------------------------------------ | ----------------------------------------------------- |
| - Antônio Fagundes - (Porto dos Milagres)  | - Cássia Kis Magro - (Porto dos Milagres)             |
| Melhor Ator Coadjuvante                    | Melhor Atriz Coadjuvante                              |
| - Alexandre Borges - (As Filhas da Mãe)    | - Zezé Polessa - (Porto dos Milagres)                 |
| Melhor Ator Revelação                      | Melhor Atriz Revelação                                |
| - Leonardo Miggiorin - (Presença de Anita) | - Heloísa Périssé - (Escolinha do Professor Raimundo) |
| Melhor Humorista – Masculino               | Melhor Humorista – Feminino                           |
| - Luís Fernando Guimarães - (Os Normais)   | - Cláudia Rodrigues - (Sai de Baixo)                  |
| Melhor Cantor                              | Melhor Cantora                                        |
| - Alexandre Pires                          | - Ana Carolina                                        |
| Música de Abertura                         | Música de Novela                                      |
| - "A Padroeira", Joanna - (A Padroeira)    | - "A Miragem", Marcus Viana - (O Clone)               |
| Música do Ano                              | Melhor Revelação Musical                              |
| - "Quem de Nós Dois", Ana Carolina         | - Bruno e Marrone                                     |
| Melhor Grupo Musical                       | Conjunto da Obra                                      |
| - Titãs                                    | - Mário Lago                                          |